# Спас-Углы
Спас-Углы — деревня в Духовщинском районе Смоленской области России. Входит в состав Третьяковского сельского поселения. Население — 197 жителей (2007 год). 
Расположена в северной части области в 15 км к северо-востоку от Духовщины, в 10 км восточнее автодороги Р136 Смоленск — Нелидово, на берегу реки Веленя. В 30 км юго-восточнее деревни расположена железнодорожная станция Ярцево на линии Москва — Минск. 
В деревне родился поэт Дмитрий Дворецкий.

## История
В годы Великой Отечественной войны деревня была оккупирована гитлеровскими войсками в июле 1941 года, освобождена в сентябре 1943 года.